# Dom Silvério
Dom Silvério is een gemeente in de Braziliaanse deelstaat Minas Gerais. De gemeente telt 5.475 inwoners (schatting 2009).

## Aangrenzende gemeenten
De gemeente grenst aan Alvinópolis, Barra Longa, Rio Doce en Sem-Peixe.